# Sagrestia di San Giovanni

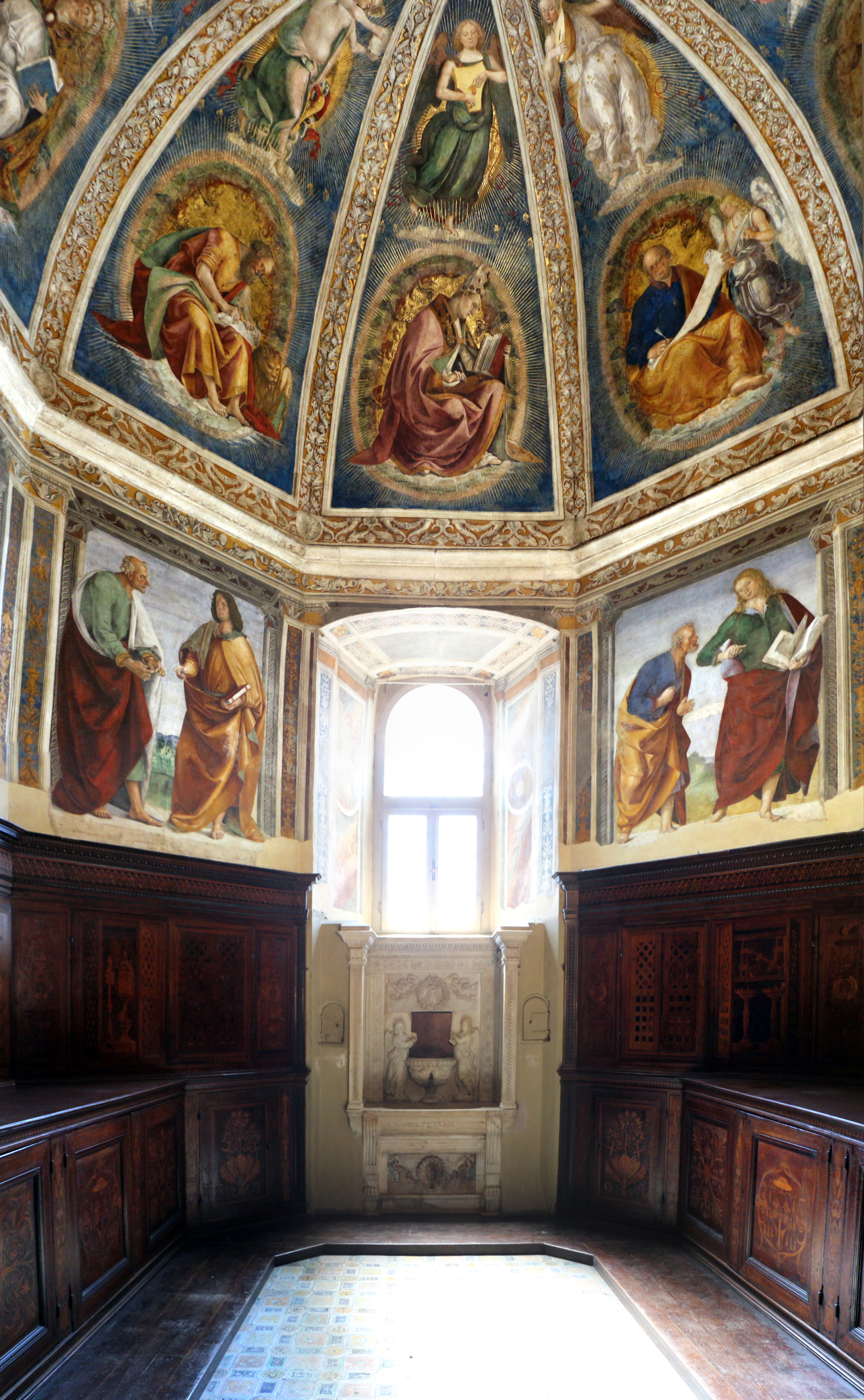

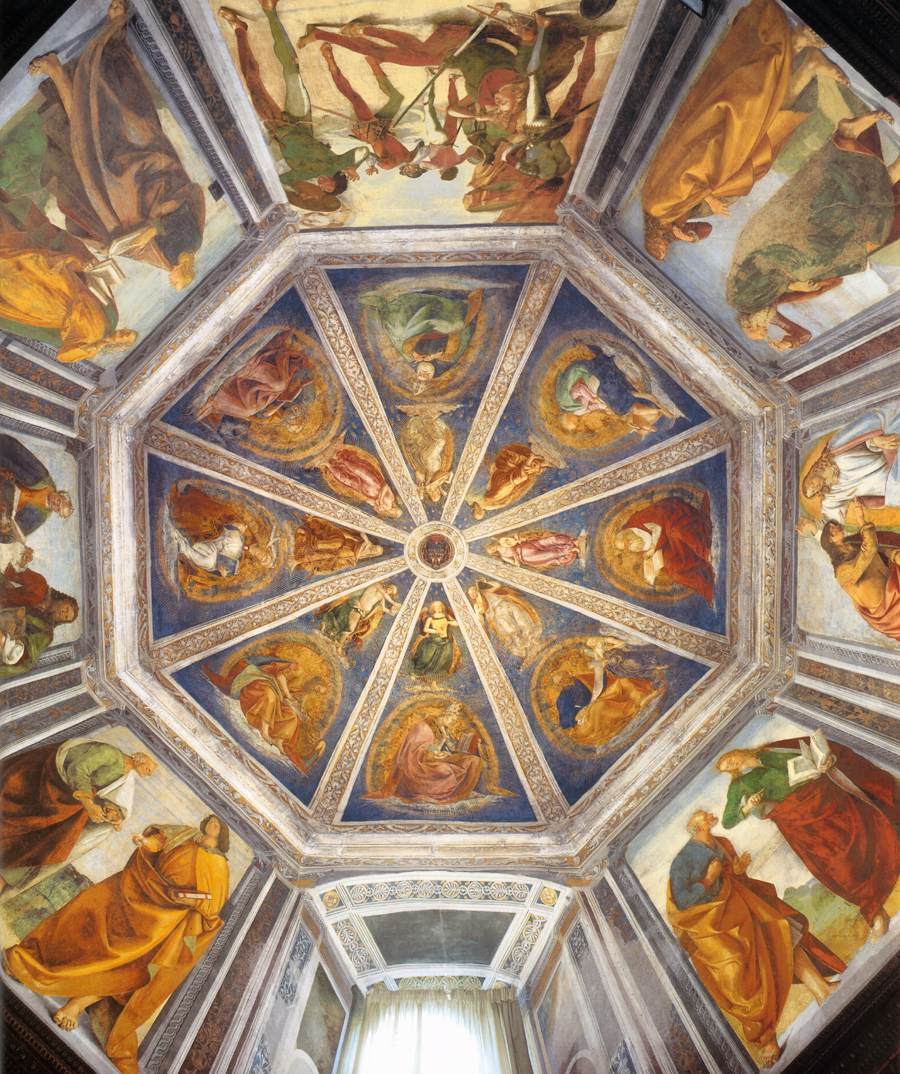
La volta

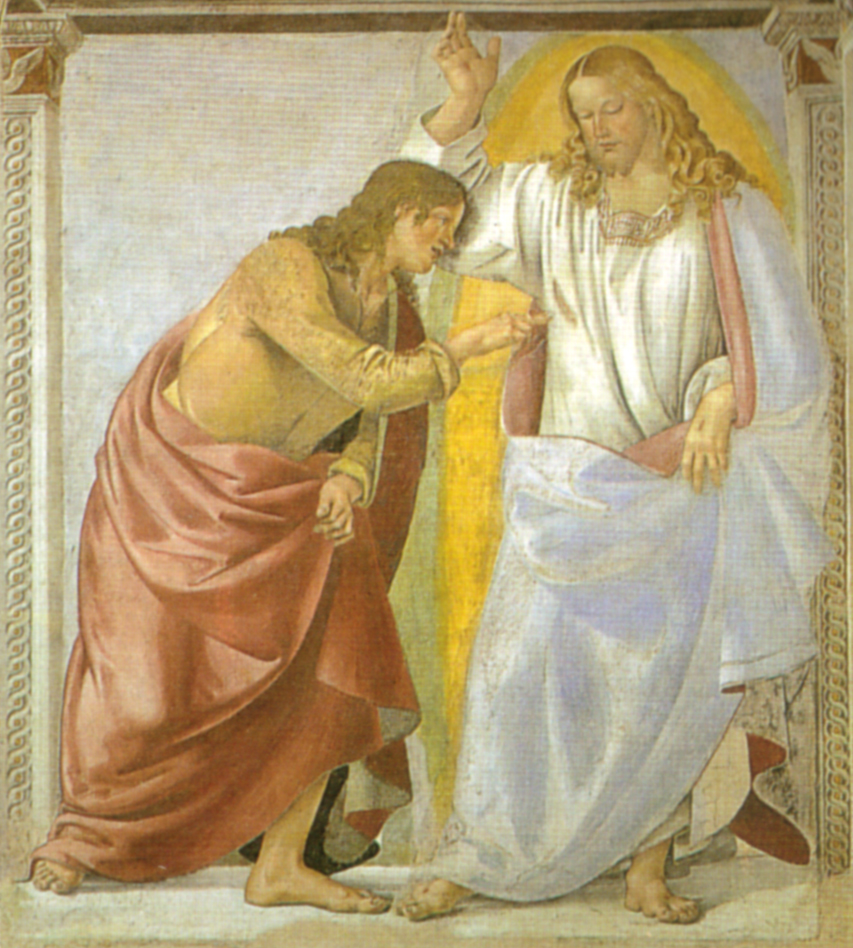
Incredulità di san Tommaso

La Sagrestia di San Giovanni, o della Cura è una delle quattro sagrestie del santuario della Santa Casa di Loreto, inserite fra i bracci della chiesa.
Ospita un pregevole ciclo di affreschi di Luca Signorelli, databile al 1477-1480.

## Storia
La sagrestia, dalla pianta ottagonale, venne decorata presumibilmente dalla seconda metà degli anni settanta del Quattrocento, su commissione di Girolamo Basso Della Rovere, che ebbe giurisdizione su Loreto dal 1476 al 1506 e fu cardinale dal 1477: il suo stemma si vede al centro della volta.
L'opera venne affidata al giovane Signorelli, che si era fatto notare nelle Marche in quegli anni, tra i migliori allievi di Piero della Francesca, capace di sintetizzare molteplici stimoli artistici che animavano allora il centro Italia. Fu coadiuvato da don Pietro Dei e, secondo alcune ricostruzioni non molto seguite, dal Perugino. Alcuni riferiscono gli affreschi a dopo l'attività alla Cappella Sistina, verso la metà degli anni ottanta.

## Descrizione e stile
(Adolfo Venturi, cit. in Balsio, pag. 96.)
La sagrestia, come le sue gemelle dedicate agli Evangelisti, presenta una pianta a base ottagonale. La porta rinascimentale, intagliata e intarsiata, è attribuita a Benedetto da Maiano.
La volta, a otto spicchi, è decorata da un giro di otto angeli musicanti, seguiti dai quattro Evangelisti e Dottori della Chiesa alternati. Spiccano il Sant'Ambrogio, il San Matteo col relativo angelo e l'angelo sopra San Girolamo, come opere più probabilmente autografe del Signorelli.
Sulle pareti, nel registro superiore, si trovano le scene della Conversione di san Paolo sulla via di Damasco e dell'Incredulità di san Tommaso, oltre a cinque coppie di Apostoli affrontati. Nell'Incredulità la fisionomia di Cristo è un po' rubiconda e paffuta, quasi identica a quella che si ritrova nello Stendardo della Flagellazione.
Gli influssi stilistici delle pitture rimandano a Bramante, Perugino e Verrocchio (la formula ripresa della celebre statua di Orsanmichele), e forse anche la Pala di Pesaro di Giovanni Bellini, per quanto riguarda l'episodio della Conversione. Quest'ultimo è caratterizzato da una notevole enfasi drammatica e una certa teatralità, nella folgorante apparizione luminosa, che sorprende Paolo disteso tra i suoi compagni abbagliati e in fuga.
Scarpellini notò la disposizione delle monumentali figure apostoliche attorno allo spettatore, che ha come l'impressione di vederle affacciate da un incombente proscenio che crea una sorta di "palcoscenico girevole".
Il registro inferiore delle pareti è occupato da un rivestimento di banchi e armadi intarsiati, opera rinascimentale di Domenico di Antonio Indivini, e realizzati da due differenti officine: una urbinate e una locale, attiva anche nella sagrestia di San Luca. Sul lato della finestra si trova un lavabo marmoreo, opera di Benedetto da Maiano. Il pavimento a piastrelle maiolicate con figurine fantasiose venne ricreato nell'Ottocento sulla base di modelli cinquecenteschi.

## Altre immagini

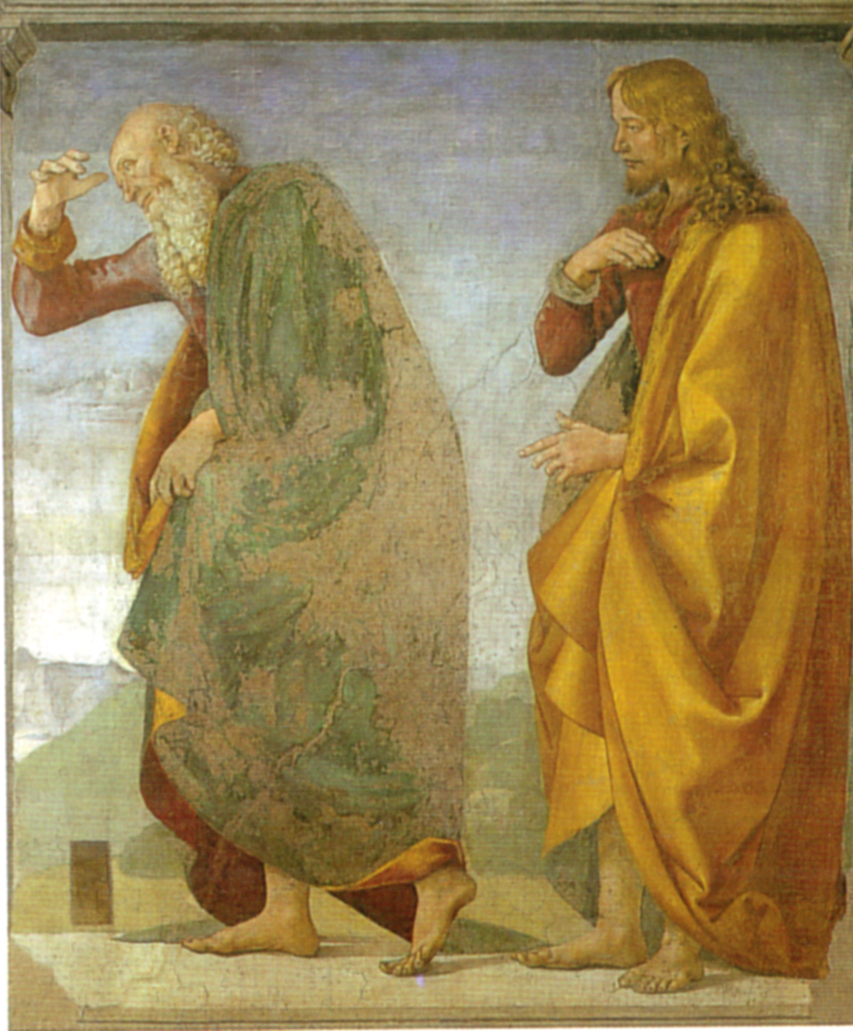
Coppia di apostoli
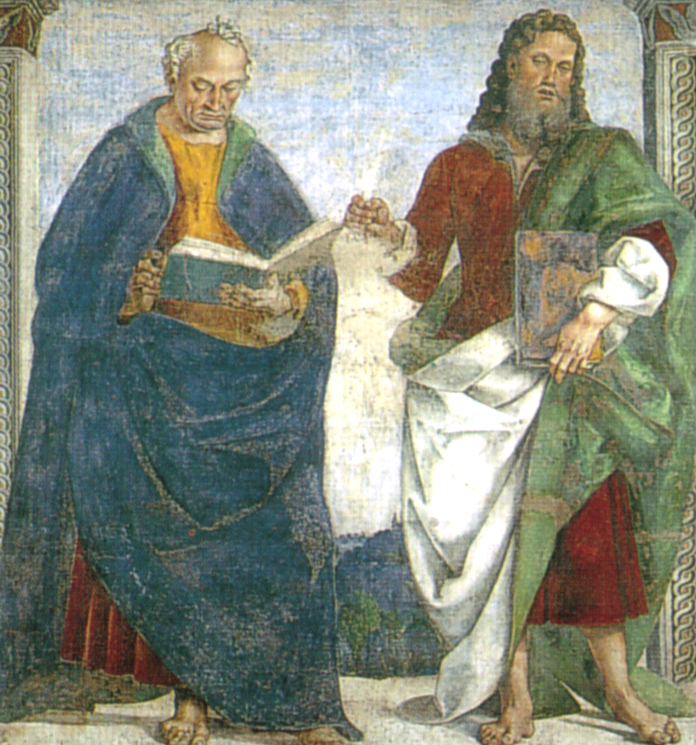
Coppia di apostoli
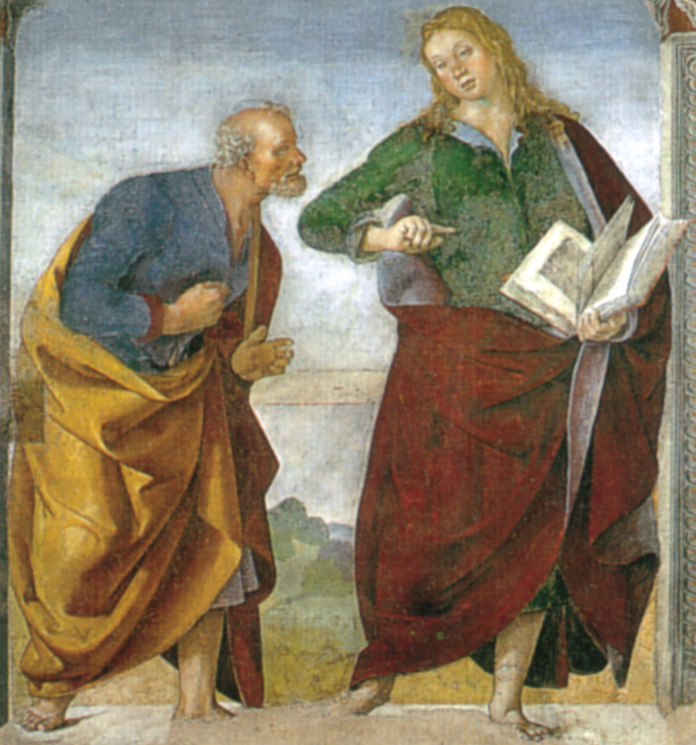
Coppia di apostoli
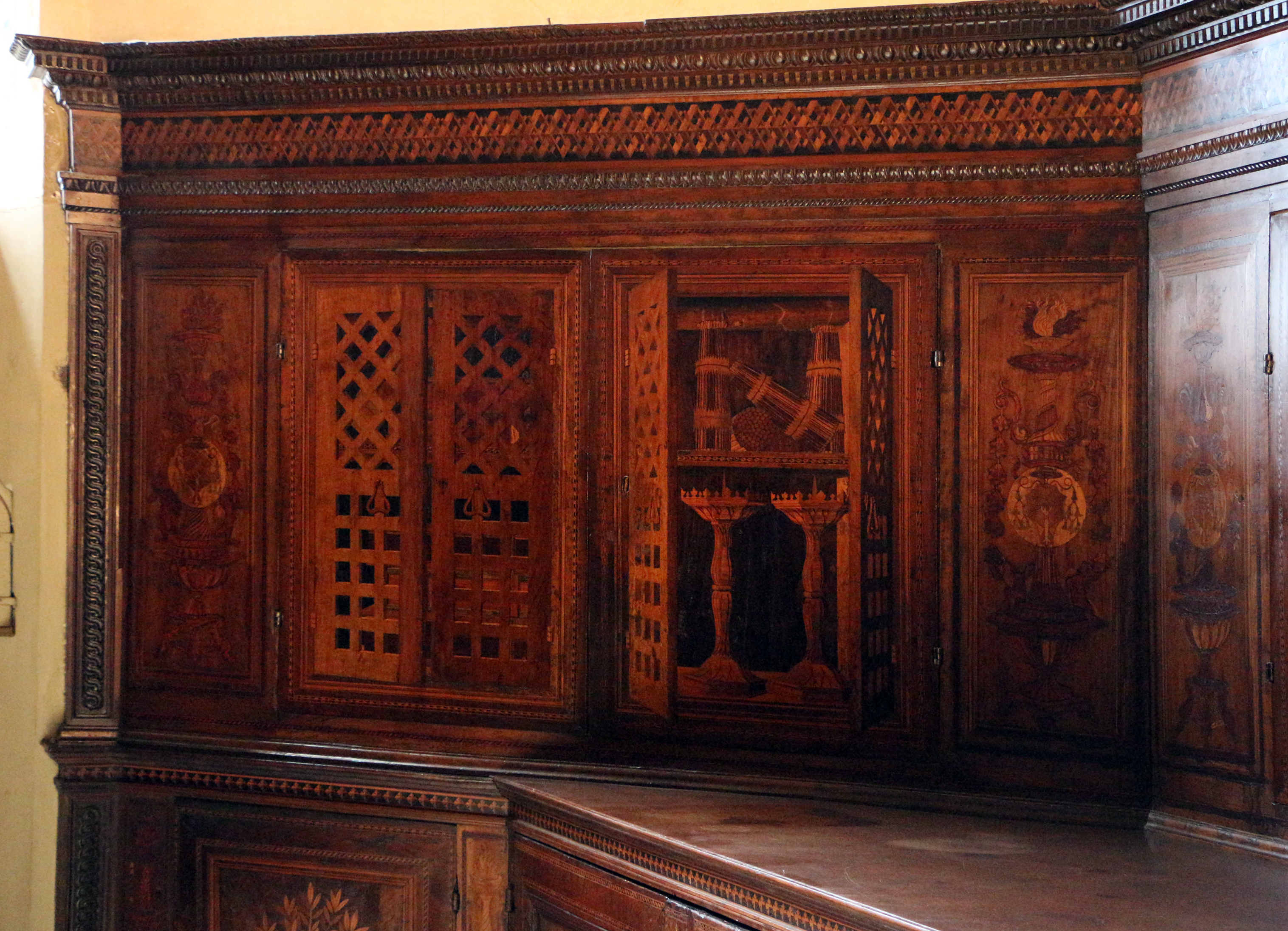
Gli arredi lignei
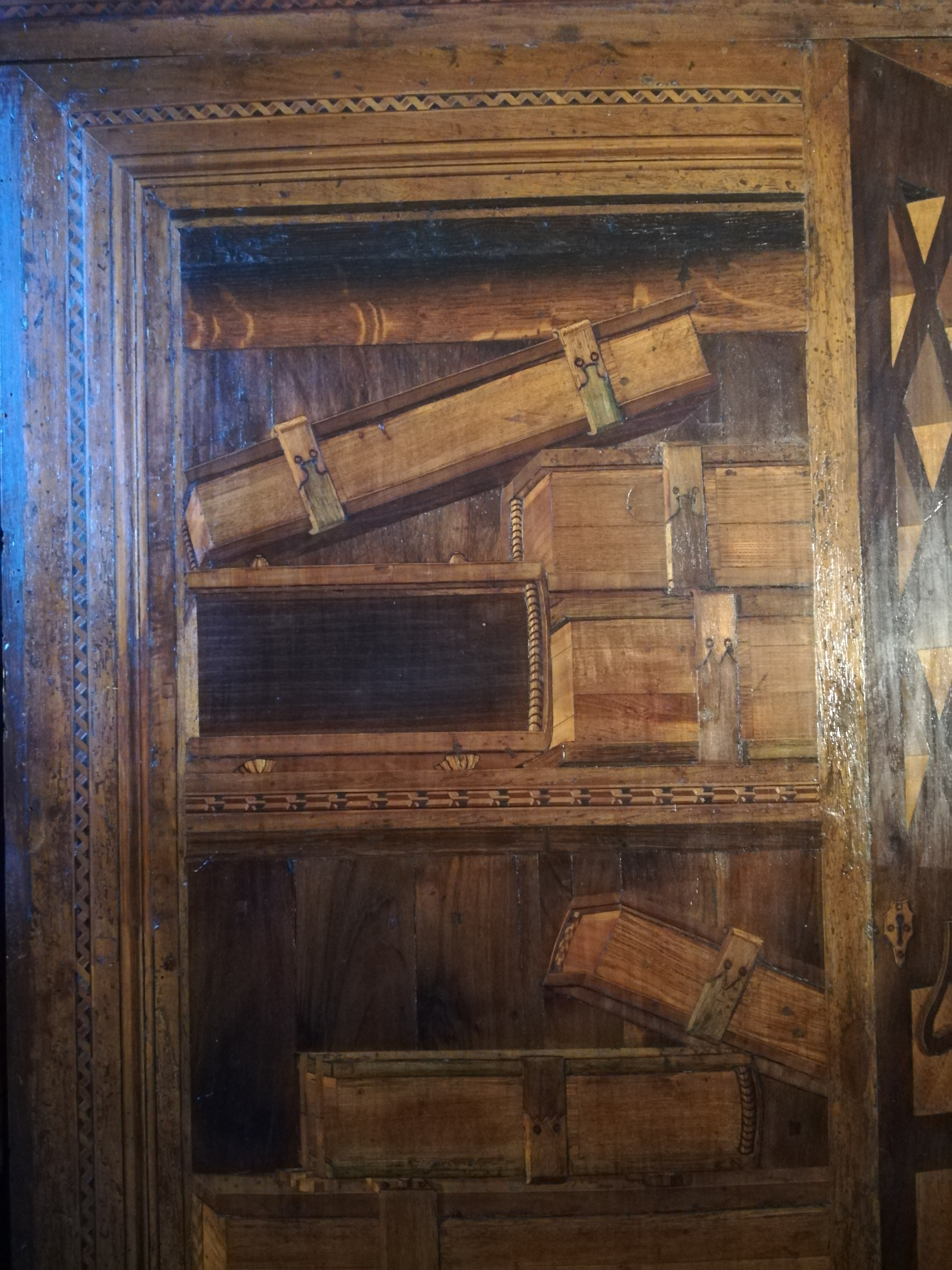
Dettaglio delle tarsie lignee
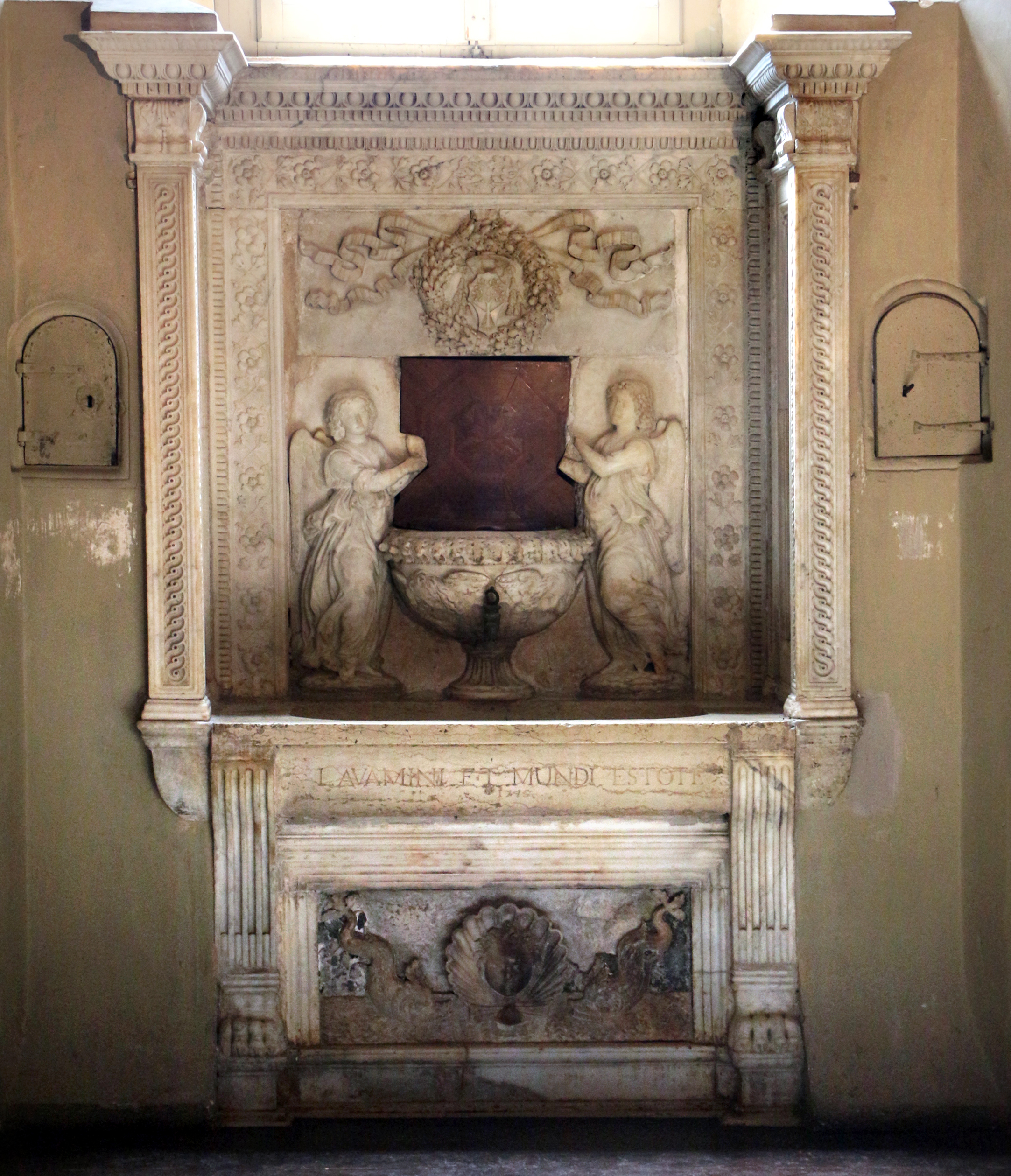
Il lavabo di Benedetto da Maiano